# Сиртбельдик
Сиртбельди́к (Сиртбельдік; каз. Сыртбелдік таулар) — невисокий пагорбистий хребет, який є частиною окраїнних хребтів Тянь-Шаню. Розташований на території Жамбильської області Казахстану.
Гори простягаються на 7 км у межиріччі річки Талас та арику Базарбай, по правому березі арику Самбет, що відходить від річки Талас. На сході до пагорбів підходить село Кокбастау Байзацького району. Максимальна висота 573 м.
Пагорби пологі, стрімкі схили відсутні. На південному сході вкриті чагарниками. На горах поширена степова рослинність. У західній частині через гори збудовано арик.